# Ratusz w Tallinnie

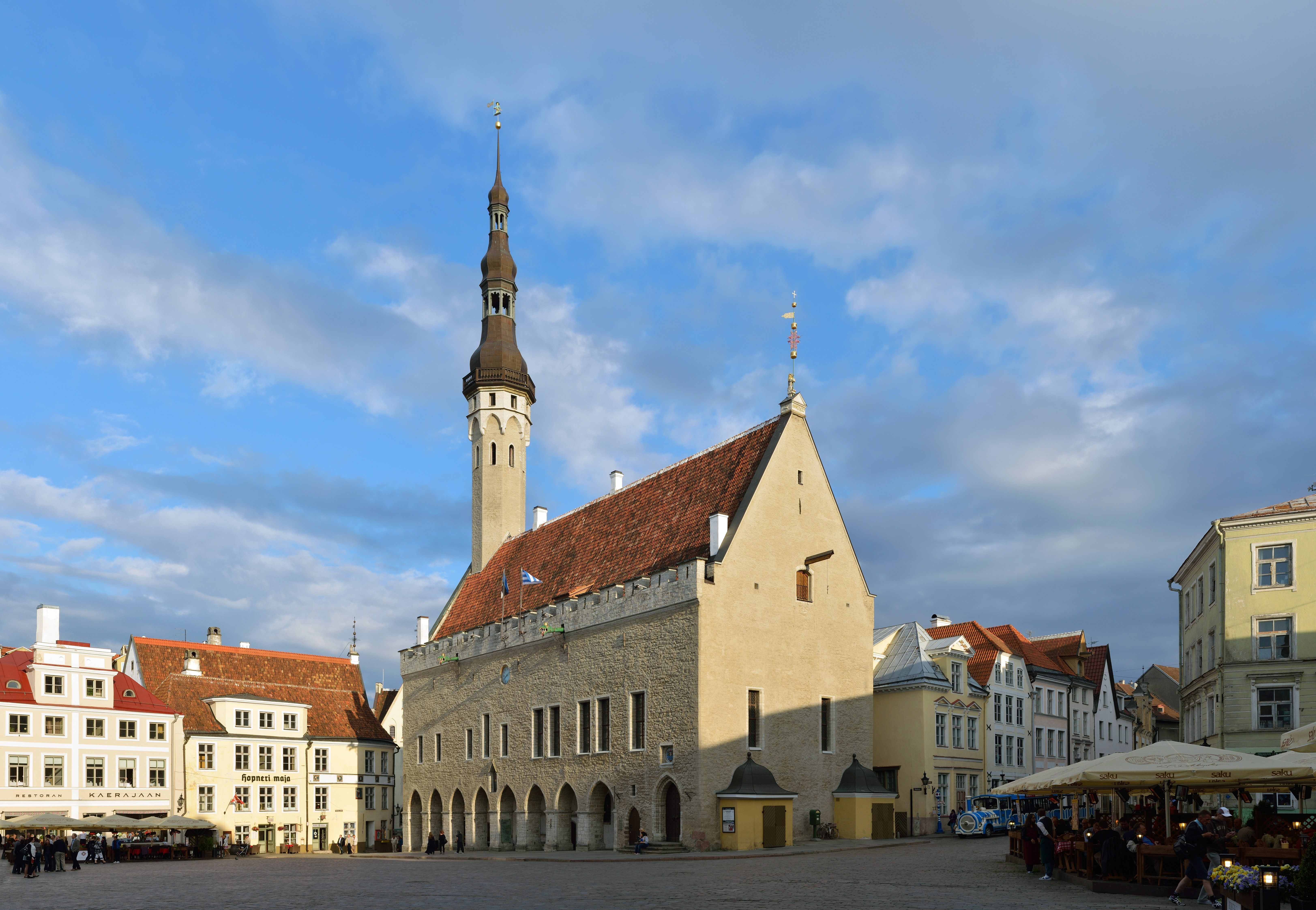
Ratusz w Tallinnie

Ratusz w Tallinnie (est. Tallinna raekoda) – dawny budynek władz miejskich stolicy Estonii, Tallinna. Jedyny zachowany ratusz gotycki w północnej Europie, wpisany na listę światowego dziedzictwa UNESCO, uważany jest za jeden z symboli miasta.

## Historia
Na temat lokalizacji i wyglądu pierwszego ratusza w Tallinnie istnieją tylko przypuszczenia. Rada miejska istniała już w XIII wieku, istnienie ratusza (consistorium) jest jednak wzmiankowane w źródłach dopiero w 1322. Ratusz w dzisiejszym miejscu i postaci powstał pomiędzy 1402 a 1404 rokiem. Był siedzibą władz miejskich do 1970 roku, kiedy to przeniosły się one do nowego budynku.

## Opis budowli
Masywna, dwukondygnacyjna budowla jest utrzymana w stylu późnogotyckim. Główna fasada wychodząca na Plac Ratuszowy zwieńczona jest blankami. Na niej znajdują się dwa rzygacze w formie głów smoków, wykonane w 1627 roku przez kowala Daniela Pöppela.
Po stronie wschodniej znajduje się smukła, ośmioboczna wieża, wysokości 64 m. W 1628 roku został na jej szczycie umieszczony późnorenesansowy hełm. Od 1530 roku znajduje się na niej słynny wiatrowskaz "Stary Tomasz" (Vana Toomas) - figura, dawniej pozłacana, przedstawiająca landsknechta trzymającego w ręku flagę. W wieży znajduje się też jeden z najstarszych dzwonów w krajach bałtyckich, służący dawniej jako alarm w razie pożaru.
Parter ratusza zdominowany jest przez ośmioprzęsłowe podcienie, otwierające się od strony Placu Ratuszowego. Zapewniał on ochronę przed śniegiem i deszczem, znajdowały się w nim także stragany. Za podcieniem mieściły się pomieszczenia piwnice i magazynowe - m.in. miejski skład wina. Na pierwszym piętrze znajdują się pomieszczenia reprezentacyjne i sale posiedzeń.